# Đồng Tâm, Yên Thế
Đồng Tâm là một xã thuộc huyện Yên Thế, tỉnh Bắc Giang, được thành lập năm 2008 trên cơ sở một phần dân số của thị trấn Nông trường Yên Thế và diện tích của các xã lân cận.

## Thông tin địa lý
Xã Đồng Tâm được thành lập trên cơ sở điều chỉnh 197,78 ha diện tích tự nhiên của xã Đồng Lạc; 72,73 ha diện tích tự nhiên của xã Tân Sỏi; 107,76 ha diện tích tự nhiên của xã Hồng Kỳ; 147,35 ha diện tích tự nhiên của xã Phồn Xương; 40,26 ha diện tích tự nhiên của xã Tam Hiệp; 51,83 ha diện tích tự nhiên của xã Đồng Vương; 2.901 người của thị trấn Nông trường Yên Thế (giải thể).
Xã Đồng Tâm có diện tích: 617,71 ha , dân số (năm 2008) là 2.901 người.
Địa giới hành chính: 
- Phía Đông giáp xã Hồng Kỳ
- Phía Tây giáp thị trấn Phồn Xương và xã Đồng Lạc
- Phía Nam giáp xã Tân Sỏi, xã Đồng Kỳ
- Phía Bắc giáp xã Đồng Vương, xã Tam Hiệp.